# Cristóbal Sánchez Cutillas
Cristóbal Sánchez Cutillas (Abanilla, Región de Murcia, España, 21 de junio de 1996) es un árbitro de baloncesto español de la liga ACB. Pertenece al Comité de Árbitros de la Región de Murcia.

## Trayectoria
Con 23 años, en 2019 fue ascendido a la Liga ACB, siendo el más joven de los árbitros que dieron  el salto a la máxima categoría, después de tan solo una temporada en LEB y Liga Femenina 1. Junto al murciano también ascendieron Yasmina Alcaraz Moreno (Comité Catalán), Joaquín García González (Comité Andaluz), Roberto Lucas Martínez (Comité Aragonés), Vicente Martínez Silla (Comité Valenciano) y David Sánchez Benito (Comité Castellanoleonés).

## Temporadas
| Categoría     | País   | Año               |
| ------------- | ------ | ----------------- |
| FEB (Grupo 1) | España | 2018 - 2019       |
| Liga ACB      | España | 2019 - Actualidad |

## Reconocimientos
- Mención Especial Extraordinaria por Mérito Deportivo de la Región de Murcia 2019.[4]